# かつしかトリオ
かつしかトリオ (Katsushika Trio) は、日本のフュージョン・バンド。元カシオペアのメンバーである櫻井哲夫（ベース）、神保彰（ドラムス）、向谷実（キーボード）によるトリオ編成で、2021年に結成して活動開始。所属レコードレーベルは、ヤマハミュージックコミュニケーションズ。
バンド名の由来は、初のライブを行ったコンサートホールの名称・かつしかシンフォニーヒルズ（東京都葛飾区）に因んでいる。略称は「かつしか」、「K3」。

## メンバー
| メンバー                         | プロフィール                               | 担当       |
| -------------------------------- | ------------------------------------------ | ---------- |
| - 櫻井哲夫 - （さくらい てつお） | 1957年11月13日（67歳）、東京都出身         | ベース     |
| - 神保彰 - （じんぼ あきら）     | 1959年2月27日（66歳）、東京都出身          | ドラムス   |
| - 向谷実 - （むかいや みのる）   | 1956年10月20日（68歳）、東京都世田谷区出身 | キーボード |

## 概要

### 前史
三人はカシオペアの黄金期である1980年代の全般にわたって在籍していたが、1989年に活動方針を巡って、四人組のメンバー間で二人対二人の二派に分かれて対立し、1989年末を持って櫻井と神保が一緒に脱退して二人はJIMSAKUを結成し、カシオペアに残ったリーダーの野呂一生、向谷とは活動の袂を分かった。その後、1997年に神保がカシオペアにサポートメンバーとして復帰するも、JIMSAKUのほうは翌1998年に解散して櫻井と神保は活動の袂を分かった。2006年にカシオペアは活動休止して6年後の2012年に活動再開した際、神保は再びサポートメンバーとして帯同することになったが、向谷が脱退。2000年代後半から2010年代にかけて、三人はもとより、そのうち誰か二人でも共演する機会、とくに有観客でのライブは滅多になくなっていた。
2019年、神保の還暦を記念したライブが行われ、櫻井と解散以来21年ぶりにJIMSAKU名義のライブが行われる。JIMSAKUは二人にとってかつてのようなメインとなる活動にはならないものの、それを機に再結成した。向谷はカシオペアを脱退以降も神保との交流と共演は続いており、近年は櫻井のソロライブへもスケジュールの都合さえ付けば都内近郊だけではなく地方公演でもゲスト参加するなど、三人の距離は再び近くなっていった。

### 活動史
2021年10月16日、神保がメインとしている活動で、通常は神保が単身で演奏をするワンマンオーケストラのかつしかシンフォニーヒルズ公演には、前々年に向谷をゲストで呼び、前年はJIMSAKU（櫻井哲夫）がゲストと続き、この年は向谷と櫻井の両人をゲストに招いたことから、三人の共演形態に名称を付けることとなって、ホール名に因んでかつしかトリオとした。それまでも各々による交流と共演が続けられていたが、ステージで三人が一緒となってライブを行うのは、その際に野呂を含めた、2000年1月に大阪のブルーノートで行われた櫻井のデビュー20周年記念ライブ以来となった。
当初はかつしかシンフォニーヒルズでの一回限りを予定していたものだったが、前評判の高さから既に入っていたワンマンオーケストラのツアー・スケジュールへ乗るかたちで「神保彰ワンマンオーケストラ feat. 向谷実 櫻井哲夫」として複数個所の国内ツアーに拡げて行った。ライブの演奏曲目は各々が在籍していた時代におけるカシオペアの自作曲が中心で詰めかけたファンを歓喜させ、いずれの公演も盛況だったことから、ツアー開催中に翌年以降の活動継続も宣言されることとなった。
2022年、その宣言通りに、結成の地・かつしかシンフォニーヒルズでの7月末ライブ開催、その後に全国を廻るツアー開催の告知がなされた。そして、向谷が事業を行っている音楽館の事務所兼音楽スタジオで三人がその打ち合わせを重ねているうちに、かつしかトリオとして新曲を作る構想が沸き、6月にレコーディングを行った。レコーディング最終日はそのスタジオから最終段階のミックスダウンしたばかりの新曲三曲を神保が運営している公式YouTubeチャンネルで毎週のようにライブ配信している「OUCHI DE JIMBO」にて三人が解説を付けながら披露した。以降、ライブ配信でレコーディング完了直後の完成された楽曲を披露しながらメンバー三人による報告会が慣例となる。
レコーディング完了後、かつしかトリオの公式SNS（Twitter、Instagram、Facebook）を開設。また、新曲の一つ「Red Express」のプロモーションビデオを向谷、櫻井、神保の各公式YouTubeチャンネル上で公開した。
7月8日、向谷が経営する音楽館からリリースする形態でそれらの新曲がApple Music、iTunes store、e-onkyoにて配信を開始した。e-onkyoでは配信開始の7月からしばらくアルバム・ランキングの首位を獲得した。その後はメンバー各々のスケジュールが多忙だったことから、ライブツアー終了時の8月でこの年の活動を休止した。
2023年3月6日、向谷の事務所兼音楽スタジオにこの年初めて三人が集まり、新曲及びアルバムの制作、そして今秋に開催するツアーについてミーティングが持たれて、かつしかトリオ公式や各自のSNSアカウントで報告がなされた。5月にはアルバム用にスタジオ・レコーディングが行われ、7月5日にその中から新曲「M.R.I_ミライ」を配信。
8月、再びアルバム用のスタジオ・レコーディングが行われ、並行して5月にレコーディングされた分の中から同月25日に新曲「a la moda」を配信。9月25日、新曲「Bright Life」配信。10月25日、初のアルバム『M.R.I_ミライ』をヤマハミュージックコミュニケーションズからリリース。このアルバムには前年2022年にスタジオ・レコーディングして配信のみで既発表の三曲を加えた全十曲を収録しており、アルバムのリリースに先駆けて2023年に発表された新曲も含めて配信されていた全ての既発表曲については再度アルバム用ミックスが施されている。10月から11月にかけて行われたライブツアーの後、12月14日にビルボードライブ横浜にて「X'mas Special Acoustic Live」と題した全員アコースティック楽器のみで演奏する、結成以来初の試みとなったライブも行った。また、12月26日に文化放送のラジオ番組『ガキパラ ～NEXT STAGE～』へゲスト出演して、番組レギュラーの武田真治とコアラモード.ら6人でスタジオセッション演奏を行った。
2024年1月20日、銀座ヤマハホールにて一般へは非公開のヤマハ講師フォーラムライブに出演。9月11日、2ndアルバム『ウチュウノアバレンボー』をリリース。アルバムリリース伴い、先行配信された表題曲『ウチュウノアバレンボー』が秋田コミュニティー放送のパワープレイ曲として9月9日から20日まで放送された。

## カシオペアとの関係
2021年末、神保は長年サポートメンバーで活動してきたカシオペアに卒業（活動から離脱）を申し入れ、2022年4月から5月に掛けて行われたライブツアー『A.J.FINAL』を最後に卒業した。これにより、かつしかトリオの三人いずれも現行のカシオペアに関わる者はいなくなった。なお、カシオペアは神保の卒業を受け、7月に後任の新ドラマー・今井義頼が正式メンバーで加入して、それを機に、2012年より使用してきた第3期の活動名・CASIOPEA 3rdから第4期の活動名・CASIOPEA-P4に変更した。

## ディスコグラフィ

### 配信限定シングル
| #         | 発売日        | タイトル               | 規格                   |           |
| ONGAKUKAN | ONGAKUKAN     | ONGAKUKAN              | ONGAKUKAN              | ONGAKUKAN |
| --------- | ------------- | ---------------------- | ---------------------- | --------- |
| 1st       | 2023年7月5日  | M.R.I_ミライ           | デジタル・ダウンロード |           |
| 2nd       | 2023年8月25日 | a la moda              | デジタル・ダウンロード |           |
| 3rd       | 2023年9月25日 | Bright Life            | デジタル・ダウンロード |           |
| 4th       | 2024年7月24日 | ウチュウノアバレンボー | デジタル・ダウンロード |           |
| 5th       | 2025年7月23日 | LUCA                   | デジタル・ダウンロード |           |

#### スタジオ・アルバム
| #                                      | 発売日                                 | タイトル                               | 規格                                   | 規格品番                               | - オリコン - 最高位                    |
| ヤマハミュージックコミュニケーションズ | ヤマハミュージックコミュニケーションズ | ヤマハミュージックコミュニケーションズ | ヤマハミュージックコミュニケーションズ | ヤマハミュージックコミュニケーションズ | ヤマハミュージックコミュニケーションズ |
| -------------------------------------- | -------------------------------------- | -------------------------------------- | -------------------------------------- | -------------------------------------- | -------------------------------------- |
| 1st                                    | 2023年10月25日                         | M.R.I_ミライ                           | CD                                     | YCCS-10118                             | 28位                                   |
| 1st                                    | 2024年9月25日                          | M.R.I_ミライ                           | LP                                     | YCJS-10001                             | N/A                                    |
| 2nd                                    | 2024年9月11日                          | ウチュウノアバレンボー                 | CD                                     | YCCS-10119                             | 23位                                   |
| 3rd                                    | 2025年10月1日                          | "Organic" feat. LA Strings             | CD                                     | YCCS-10124                             | TBA                                    |

#### 配信限定アルバム
| #         | 発売日       | タイトル       | 規格                   | 規格品番  |
| ONGAKUKAN | ONGAKUKAN    | ONGAKUKAN      | ONGAKUKAN              | ONGAKUKAN |
| --------- | ------------ | -------------- | ---------------------- | --------- |
| 1st       | 2022年7月8日 | かつしかトリオ | デジタル・ダウンロード | OGEX-0001 |

### 映像作品
| #                                      | 発売日                                 | タイトル                                                      | 規格                                   | 規格品番                               |
| ヤマハミュージックコミュニケーションズ | ヤマハミュージックコミュニケーションズ | ヤマハミュージックコミュニケーションズ                        | ヤマハミュージックコミュニケーションズ | ヤマハミュージックコミュニケーションズ |
| -------------------------------------- | -------------------------------------- | ------------------------------------------------------------- | -------------------------------------- | -------------------------------------- |
| 1st                                    | 2025年5月28日                          | かつしかトリオ LIVE TOUR 2024『ウチュウノアバレンボー（仮）』 | Blu-ray                                | YCXS-10008                             |

### タイアップ曲
| 楽曲             | タイアップ                         | 時期   |
| ---------------- | ---------------------------------- | ------ |
| Red Express      | JR東日本トレインシミュレータ挿入曲 | 2022年 |
| Shining Blue     | JR東日本トレインシミュレータ挿入曲 | 2022年 |
| 柴又トワイライト | JR東日本トレインシミュレータ挿入曲 | 2022年 |

## メディア出演

### テレビ
- 今度ナニ観る!?〜BS朝日イベント検索TV〜 #83（2024年8月24日、BS朝日）[15]
- MA HEADLINES #545（2024年9月29日〈初回放送〉、ミュージック・エア）[16]

### ラジオ
- ガキパラ 〜NEXT STAGE〜（2023年12月26日、文化放送）[17]
- 音楽遊覧飛行 ミュージックエクスプレス（2024年9月9日・10日、NHK-FM）